# کوآنزیم

کوآنزیم آ

کوآنزیم‌ها مولکول‌های غیر پروتئینی و آلی هستند که از اجزای برخی آنزیم‌ها می‌باشند. کوآنزیم‌ها شامل ویتامین‌های فسفوریله شدهٔ محلول در آب و برخی مولکول‌های غیر ویتامینی و آلی دیگر مانند اس-آدنوزیل متیونین و کوآنزیم بی می‌باشند.
به آنزیم بدون کوآنزیم، آپوآنزیم گفته می‌شود و هنگامی که کوآنزیم وارد ساختار آنزیم می‌شود، آنزیم کامل، هالوآنزیم نامیده می‌شود.